# Garcia (1999.)
Garcia, hrvatski dugometražni film iz 1999. godine.